# Маеда Даідзен
Маеда Даідзен (яп. 前田 大然; нар. 20 жовтня 1997) — японський футболіст, нападник «Селтіка» і національної збірної Японії.

## Клубна кар'єра
У дорослому футболі дебютував 2016 року виступами за команду клубу «Мацумото Ямаґа». Протягом 2017 року на правах оренди захищав кольори клубу «Міто Холліхок». З 2019 року захищає кольори «Марітіму».

## Кар'єра в збірній
З 2019 року залучався до складу національної збірної Японії, з якою брав участь у Кубку Америки 2019. У формі головної команди країни зіграв 11 матчів, забив 2 голи.
| Дата       | Місто         | Господарі | Результат               | Гості             | Турнір                       | Голи | Примітки |
| ---------- | ------------- | --------- | ----------------------- | ----------------- | ---------------------------- | ---- | -------- |
| 17-6-2019  | Сан-Паулу     | Японія    | 0 – 4                   | Чилі              | Копа Америка 2019 - 1-й етап | -    | 66'      |
| 24-6-2019  | Белу-Оризонті | Еквадор   | 1 – 1                   | Японія            | Копа Америка 2019 - 1-й етап | -    | 88'      |
| 27-1-2022  | Сайтама       | Японія    | 2 – 0                   | КНР               | Відбір до ЧС 2022            | -    | 58'      |
| 1-2-2022   | Сайтама       | Японія    | 2 – 0                   | Саудівська Аравія | Відбір до ЧС 2022            | -    | 68'      |
| 2-6-2022   | Саппоро       | Японія    | 4 – 1                   | Парагвай          | товариський матч             | -    | 46'      |
| 6-6-2022   | Токіо         | Японія    | 0 – 1                   | Бразилія          | товариський матч             | -    | 67'      |
| 10-6-2022  | Кобе          | Японія    | 4 – 1                   | Гана              | товариський матч             | 1    | 80'      |
| 23-9-2022  | Дюссельдорф   | Японія    | 2 – 0                   | США               | товариський матч             | -    | 46'      |
| 23-11-2022 | Ер-Раян       | Німеччина | 1 – 2                   | Японія            | ЧС 2022 - 1-й етап           | -    | 57'      |
| 1-12-2022  | Ер-Раян       | Японія    | 2 – 1                   | Іспанія           | ЧС 2022 - 1-й етап           | -    | 62'      |
| 5-12-2022  | Ель-Вакра     | Японія    | 1 – 1 д.ч. (1 – 3 п.п.) | Хорватія          | ЧС 2022 - 1/8 фіналу         | 1    | 64'      |
| Усього     |               | Матчів    | 11                      |                   | Голів                        | 2    |          |

## Титули і досягнення
- Срібний призер Азійських ігор: 2018
- Володар Кубка шотландської ліги (2):

«Селтік»: 2022–23, 2024–25
- Чемпіон Шотландії (4):

«Селтік»: 2021–22, 2022–23, 2023–24, 2024–25
- Володар Кубка Шотландії (2):

«Селтік»: 2022–23, 2023–24